# Mariniana
Mariniana fou una dama romana d'alt rang que apareix en diverses monedes com a Divae Marinianae, amb data de l'any 254. Fou probablement la dona, la germana o la filla de Valerià I. La teoria més probable és que fos la mare de Valerià (II), ja que se sap que Valerià el Jove i Gal·liè eren germanastres (de diferenta mare) i com que la mare de Gal·liè es deia probablement Gal·liena, la mare de Valerià es devia dir Mariniana o Mariana. Va morir almenys quatre anys abans de l'expedició a Pèrsia.